# Letra Financeira do Tesouro Nacional
A Letra Financeira do Tesouro (LFT) ou Tesouro Selic é um título de responsabilidade do Tesouro Nacional brasileiro por meio do Tesouro Direto. 
São emitidas com o objetivo de prover os recursos necessários à cobertura dos déficits orçamentários ou a realização de operações de crédito por antecipação de receitas para atendimento a determinações legais, exclusivamente sob a forma escritural, no SELIC. 
É um título de rentabilidade pós-fixada, definida pela Taxa Selic, a taxa básica de juros da economia.A Lei n° 12.249, de 11 de junho de 2010 dispõe sobre a Letra Financeira, definindo-a em seu artigo 37 como um "título de crédito que consiste em promessa de pagamento em dinheiro, nominativo, transferível e de livre negociação".